# Francesco Rossi (generale)
Francesco Rossi (Cesena, 6 dicembre 1885 – Forlì, 2 ottobre 1976), veterano della prima guerra mondiale. Durante il corso della seconda guerra mondiale fu capo del II reparto dello Stato maggiore dell'esercito prima e Sottocapo di stato maggiore dell'esercito poi. Dal 20 gennaio 1942 ricoprì l'incarico di Sottocapo di Stato maggiore Intendente del Regio Esercito. Il 6 febbraio 1943 fu nominato Sottocapo di Stato maggiore Generale presso il Comando supremo per volere del generale Vittorio Ambrosio che ne aveva apprezzato le sue alte qualità nel corso del 1942, allo Stato maggiore dell'esercito. Ricoprì un ruolo importante nel corso degli avvenimenti  del 1943, che portarono alla caduta del fascismo (25 luglio) e alla proclamazione dell'8 settembre con gli Alleati.

## Biografia
Nacque a Cesena il 6 dicembre 1885. Arruolatosi nel Regio Esercito, il 7 settembre 1905 iniziò a frequentare la Regia Academia Militare di Artiglieria e Genio di Torino, da cui uscì con il grado di sottotenente, assegnato all'arma di artiglieria il 5 settembre 1907.
Partecipò alla grande guerra del 1915-1918 nei gradi di capitano in forza al 20º Reggimento artiglieria, e maggiore. Distinguendosi come capo ufficio operazioni presso il comando della 17ª Divisione di fanteria, fu decorato con una Medaglia d'argento al valor militare, per le complesse operazioni di contenimento di Monte Tomba, Monfenera, Pederobba, Col Moschin - Fenilon e Fagheron nel 1915-18.
Ufficiale proveniente dallo Stato maggiore, frequentò la Scuola di guerra dell'esercito di Torino, e tra il 1921 e il 1925, da maggiore e poi tenente colonnello (1926), prestò servizio presso lo Stato maggiore dell'esercito e il gabinetto del Ministro della guerra, infine fu a capo della delegazione trasporti militari territoriali di Roma, incarico svolto dal 24 settembre 1930 al novembre 1931.
Promosso colonnello con anzianità 1º gennaio 1932, dapprima comandò il 9º Reggimento di artiglieria pesante campale e poi, dal 1934, il 4º Reggimento artiglieria pesante campale.
A partire dal 20 ottobre 1935 fu Capo di stato maggiore del Corpo d'armata di Torino.
Divenuto generale di brigata  1º luglio 1937, fu in forza presso il III Corpo d'armata di Milano, per incarichi speciali, e quindi dal 15 febbraio 1938 divenne comandante dell'artiglieria dello stesso Corpo d'armata, e poi intendente della 1ª Armata a Torino dall'aprile 1939. Successivamente, dal 7 settembre 1939, fu a capo del II reparto dello Stato maggiore dell'esercito sito in via XX settembre a Roma.
Sottocapo di stato maggiore del Regio Esercito, fu promosso per merito di guerra a generale di divisione nell'aprile 1942 e dal 20 gennaio 1942 passò a ricoprire l'incarico di Sottocapo di Stato maggiore, quale intendente Dal 19 ottobre 1942 fu promosso al rango di generale di corpo d'armata.
Dal 6 febbraio 1943, sostituito dal generale Giuseppe De Stefanis, fu nominato Sottocapo di Stato maggiore Generale presso il Comando supremo per volere del generale Vittorio Ambrosio, che aveva appena sostituito il Maresciallo d'Italia Ugo Cavallero, che ne aveva apprezzato le sue alte qualità nel corso del 1942, allo Stato maggiore dell'esercito. Ricoprì un importante ruolo negli avvenimenti del 1943, a partire dalla caduta del fascismo (25 luglio) e nelle vicende dell'armistizio dell'8 settembre con gli Alleati.
Il 15 agosto 1943, a Casalecchio (Bologna), lui e il generale Mario Roatta, assistiti dai generali Giovanni Di Raimondo e Giacomo Zanussi, ebbero un incontro con gli omologhi tedeschi Erwin Rommel e Alfred Jodl per concertare al meglio la difesa della penisola italiana, avanzando la richiesta di un maggior impegno materiale tedesco, ma la conferenza, improntata alla massima reciproca diffidenza, non ebbe grandi conseguenze.
L'8 settembre 1943, per ordine regio, insieme al generale americano Maxwell Taylor, si recò in aeroplano ad Algeri per incontrare il generale Dwight D. Eisenhower, per tentare di differire la promulgazione dell'armistizio, ma quando vi arrivò era oramai già troppo tardi. Permase nella carica di Sottocapo di Stato maggiore Generale sino al 31 dicembre 1943, passando poi nella riserva. Si spense nel 1976.

## Pubblicazioni
- Come arrivammo all'armistizio Tipografia Garzanti, Cernusco sul Naviglio, 1 giugno 1946 (memorie e documenti).
- Mussolini e lo stato maggiore - avvenimenti del 1940, Tipografia regionale, Roma, 1951.

### Annotazioni
1. ↑  Con anzianità riconosciuta dal 1º gennaio 1940.
2. ↑  A partire da quella data, infatti, la carica di Sottocapo di Stato maggiore del Regio Esercito si sdoppiò con "intendente" e con "per le operazioni".

### Fonti
1. ↑  Generals.